# アリック・アイザックス
アリック・アイザックス（英: Alick Isaacs、1921年7月17日 - 1967年1月26日）はイギリスのウイルス学者。
スコットランド・グラスゴー生まれ。彼はインターフェロンについての研究で最もよく知られていて、1964年から1967年までの間、国立医学研究所（National Institute for Medical Research）のインターフェロン研究所の所長だった。
彼は1966年に王立協会の会員に選ばれたのだが、それは彼の死の少し前のことだった。